# Wetmorella
Wetmorella là một chi cá biển thuộc họ Cá bàng chài. Những loài trong chi này đều có phạm vi phân bố rộng khắp Ấn Độ Dương - Thái Bình Dương.

## Từ nguyên
Từ định danh của chi được đặt theo tên của Alexander Wetmore, nhà điểu học người Mỹ đã làm việc tại viện Smithsonian, người đã tỏ ra quan tâm đến những nghiên cứu về ngư học của Fowler và Bean tại Philippines.

## Các loài
Có 3 loài được công nhận là hợp lệ trong chi này, bao gồm:
- Wetmorella albofasciata Schultz & Marshall, 1954
- Wetmorella nigropinnata (Seale, 1901)
- Wetmorella tanakai Randall & Kuiter, 2007

## Mô tả
Các loài Wetmorella đều có chung một đặc điểm là phần mõm dài và nhọn. Cơ thể có tông màu đỏ nâu. Có 3 đốm đen lớn, mỗi đốm nằm trên một bộ phận cơ thể, gồm phần vây mềm của vây lưng và vây hậu môn (có viền trắng), và trên vây bụng.
Chỉ có W. nigropinnata trưởng thành là không có các dải sọc trắng trên cơ thể, thay vào đó là hai dải sọc màu vàng ở sau đầu và trên cuống đuôi. Hai loài còn lại đều có các dải sọc trắng với số lượng khác nhau.
Số gai ở vây lưng: 9 - 10; Số tia vây ở vây lưng: 9 - 10; Số gai ở vây hậu môn: 3; Số tia vây ở vây hậu môn: 8; Số tia vây ở vây ngực: 11 - 12.

### Trích dẫn
- L. P. Schultz; N. B. Marshall (1954). “A review of the labrid fish genus Wetmorella with descriptions of new forms from the tropical Indo-Pacific” (PDF). Proceedings of the United States National Museum. 103 (3327): 439–447.